# Manuel Vilhena Roque
Manuel Vilhena Roque (n. Guimarães, 1969) é um arquitecto português.

## Biografia
Manuel Roque licenciou-se em arquitectura em 1994 na Faculdade de Arquitectura da Universidade do Porto (FAUP). 

## Obras
- Centro Cultural Vila Flor em Guimarães com Fernando Seara de Sá, Raul Roque de Figueiredo e Alexandre Coelho Lima[2].
- Hospital Privado de Guimarães com Fernando Seara de Sá, Raul Roque de Figueiredo e Alexandre Coelho Lima[3].